# Karolinska Institutets Nobelkommitté
Karolinska Institutets Nobelkommitté, formellt Nobelkommittén för fysiologi eller medicin, är en del av Nobelförsamlingen vid Karolinska Institutet, och ansvarar för urvalet av de nominerade till Nobelpriset i fysiologi eller medicin. Kommittén består av professorer i medicin eller fysiologi, verksamma vid Karolinska Institutet.

## Bakgrund

### Nobelkommittén 1901–1977
Enligt Alfred Nobels testamente ska Nobelpriset i fysiologi eller medicin delas ut av Karolinska Institutet, vilket från 1901 tolkades som professorerna vid institutet. Ursprungligen rörde det sig om ett 20-tal personer. År 1960 hade antalet professorer ökat till 45.

### Den nya Nobelkommittén
I slutet av 1970-talet förbereddes flera lagändringar som skulle innebära två stora förändringar i arbetssättet för prisutdelningen:
1. Högskolans reglering av universitetslärare förändrades. Antalet personer med rätt att delta i arbetet med medicinpriset skulle därmed fördubblas.
2. Offentlighets- och sekretesslagstiftningen justerades, vilket skulle innebära att alla handlingar gällande Nobelpriset skulle bli offentlig handling. Detta strider mot Nobelstiftelsens stadgar, som har sekretess som huvudregel men med möjlighet till undantag efter 50 år.

Nobelförsamlingen beskriver detta som de två huvudskälen för att Sveriges regering 1977 omorganiserade arbetet vid Karolinska Institutet.
Kungliga Vetenskapsakademien och Svenska Akademien, som beslutar om nobelprisen i fysik, kemi respektive litteratur, var sedan tidigare civilrättsliga organisationer och därmed lydde de inte under offentlighetsreglerna. De fick utgöra modell även för medicinpriset. Regeringen inrättade en särskild Nobelförsamling vid Karolinska Institutet, som formellt är fristående från institutet. Samtidigt infördes nya regler för vilka som skulle ingå i nobelarbetet. Förändringen underlättade också för Nobelförsamlingen att efterleva Nobelstiftelsens stadgekrav på att dess beslut inte ska kunna överklagas, då förvaltningsrättsliga överklagansregler inte kan tillämpas på en civilrättslig organisation.
Den nya Nobelförsamlingen sammanträdde för första gången 13 mars 1978, och Nobelkommittén har sedan dess formellt varit ett arbetsutskott eller verkställande kommitté under Nobelförsamlingen.

## Organisation och uppdrag

### Nobelkommitténs sammansättning
Enligt Nobelstiftelsens stadgar ska varje prisutdelare utse inom sig en Nobelkommitté, bestående av tre till fem ledamöter. Kommittéerna får adjungera sakkunniga till sina möten.
Nobelförsamlingen har beslutat att utse fem ledamöter, varav en ordförande och en vice ordförande. Mandatperioden är tre år, med möjlighet att väljas om för ytterligare en mandatperiod. Kommitténs ordförande och vice ordförande väljs för tre år, utan möjlighet till omval. Utöver ledamöterna ingår även generalsekreteraren i kommitténs arbete.
Efter att det första urvalet av nomineringar har genomförts, utses också tio adjungerade ledamöter som under perioden mars till oktober deltar i kommitténs arbete. De adjungerade ledamöterna är oftast medlemmar i Nobelförsamlingen, men kan också väljas externt. De väljs för att komplettera kommittén med fackkunskaper inom de nominerade pristagarnas forskningsfält.

### Generalsekreteraren
Generalsekreteraren utses bland Nobelförsamlingens medlemmar, och leder nobelkansliets arbete. Han eller hon är talesperson för Nobelförsamlingen, Nobelkommittén och nobelpriset i fysiologi eller medicin.

### Kommitténs uppdrag
Nobelkommittén är Nobelförsamlingens verkställande utskott eller arbetande ledamöter, som bereder valet av pristagare och lämnar förslag till Nobelförsamlingen för beslut.
Kommitténs arbetsår kan summeras som att
- utlysa en nomineringsperiod och uppmana behöriga forskare att lämna nomieneringar
- granska och sammanställa inkomna nomineringar
- göra ett urval av kandidater som granskas djupare
- adjungera sakkunniga ledamöter utifrån de nominerades forskningsfält
- utarbeta en fördjupad rapport om den eller de föreslagna vinnarna
- föreslå Nobelförsamlingen en, två eller tre pristagare

Beslutet om vem eller vilka som ska tilldelas priset fattas sedan av Nobelförsamlingen.

## Ledamöter och funktionärer

### Nuvarande ledamöter
Ledamöter av Nobelkommittén för priset i fysiologi eller medicin fr o m 2024:
- Olle Kämpe, invald 2020 (ordförande)
- Per Svenningsson, invald 2021 (vice ordförande)
- Sten Linnarsson, invald 2022
- Abdel El Manira, invald 2023
- Rickard Sandberg, invald 2025

### Sekreterare / Generalsekreterare
- Göran Liljestrand, 1918–1960
- Ulf von Euler, 1960–1965
- Bengt Gustavsson, 1966–1978
- Jan Lindsten, 1979–1990
- Alf Lindberg, 1991–1992
- Nils Ringertz, 1992–1999
- Hans Jörnvall, 2000–2008
- Göran K. Hansson, 2009–2014
- Urban Lendahl, 2015–2016
- Thomas Perlmann, 2016–

### Tidigare ledamöter
Listan är ofullständig, och redovisar namn utifrån de källor som varit tillgängliga. Det är alltså inget systematiskt urval som redovisas.
- Karl Mörner, 1900–? (ordförande 1900—?)
- Carl Sundberg, 1904–1916
- Johan Erik Johansson, 1904–? (ordförande 1918—?)
- Frithiof Lennmalm, 1908–1910, 1917–1918 och 1920–?
- Jules Åkerman, 1911–?
- Edvard Welander, 1911–?
- Johan Albin Dalén, 1911–?
- Bror Gadelius, 1914–?
- Frans Westermark, 1914–?
- John Sjöqvist, 1918–1928
- Gunnar Hedrén, ?–1922, 1926–1931 (ordförande 1926–1931)
- Einar Hammarsten, 1929–1930
- Alfred Pettersson, 1932–1934
- Folke Henschen, 1935–?
- Gunnar Holmgren, 1938–?
- Göran Liljestrand, 1938–?
- Viktor Wigert, 1938–?
- Gösta Häggqvist, 1944–1959
- Hilding Bergstrand, 1942–1953 (ordförande 1947–1953)
- Nils Antoni, 1942–1954 (ordförande 1952–1954)
- Einar Hammarsten, 1951–?
- Ulf von Euler, 1953–1960 (ordförande 1958–1960)
- Axel Westman, 1955–?
- Hugo Theorell, 1958–?
- Carl-Axel Hamberger, 1961–1966
- Folke Sjöqvist, 1972–1999
- Rolf Zetterström, 1975–1983
- Erling Norrby, 1975–1980
- David Ottoson, 1974–1984 (ordförande 1982–1984)
- Nils Ringertz, 1981–1987
- Sten Orrenius, 1983–2002
- Jan Wersäll, 1984–1990
- Bengt Samuelsson, 1984–? (ordförande 1987–?)
- Tomas Hökfelt, 1985–?
- Hans Wigzell, 1987–?
- Gösta Gahrton, 1988 - 1997 (ordförande 1997)
- Ralf F. Pettersson, 1995–2000 (ordförande 1998–2000)
- Staffan Normark, 1996–2001
- Sten Lindahl, 1997–2002 (ordförande 2001-2002)
- Bo Angelin, 1998–2003 (ordförande 2003)
- Björn Vennström, 2001–2006
- Göran K. Hansson, 2002–2007 (ordförande 2004–2006)
- Erna Möller, 2003–2005
- Lars Terenius, 2003–2005
- Nils-Göran Larsson, 2006–2008 (adjungerad ledamot 2003–2004)
- Bertil Fredholm, 2004–2009 (ordförande 2007–2008)
- Klas Kärre, 2006–2011 (ordförande 2009–2011)
- Urban Lendahl, 2007–2012 (ordförande 2012)
- Carlos Ibáñez, 2008–2011
- Jan Andersson, 2008–2013
- Rune Toftgård, 2010–2014
- Thomas Perlmann, 2012–2015
- Juleen Zierath, 2011–2016 (vice ordförande 2012; ordförande 2013–2015) (adjungerad ledamot 2008-2010; 2017-?)
- Anna Wedell, invald 2013 (ordförande 2016–2018)
- Ole Kiehn, invald 2014 (vice ordförande 2016-2018)
- Patrik Ernfors, (ordförande 2019-2020)
- Nils-Göran Larsson (ordförande 2021-2022)